# Opegrapha saxigena
Opegrapha saxigena är en lavart som beskrevs av Taylor. Opegrapha saxigena ingår i släktet Opegrapha och familjen Roccellaceae.   Inga underarter finns listade i Catalogue of Life.